# Thomas Plumtree
Thomas Plumtree, né en 1520 dans le Lincolnshire et mort le 4 janvier 1570 à Durham, est un prêtre catholique anglais martyrisé sous le règne d'Élisabeth Ire.

## Biographie
Nous savons peu de choses sur la vie de Thomas Plumtree. Né dans le comté de Lincolnshire, il est, malgré le passage progressif de l'Angleterre à l'Anglicanisme ou à la Réforme, resté fidèle à l'Église catholique romaine. Élève du collège Corpus Christi de l'Université d'Oxford il en devient un de ses recteurs.
Lorsqu'en 1569 Thomas Percy, comte de Northumberland, et Charles Neville, comte de Westmoreland, menèrent le soulèvement du Nord contre la reine Élisabeth, dans le but de la destituer et de la remplacer par Marie, reine d'Écosse, Thomas Plumtree les rejoignit en tant qu'aumônier. Il entre dans l'histoire en étant celui qui préside la messe dans la cathédrale de Durham le 4 décembre 1569, au cours de laquelle un certain nombre de personnes laïcs et membres du clergé rejoignent l'Église catholique romaine.
La révolte est un échec. Il est arrêté. On lui offre la vie sauve à condition de se conformer à l'Anglicanisme, ce qu'il refuse. Il est alors pendu dans la cour du Château de Durham où il était gardé prisonnier.

## Béatification
Thomas Plumtree est béatifié avec les cinquante-quatre martyrs anglais par le pape Léon XIII le 29 décembre 1886. Sa mémoire est célébrée le 4 janvier.

### articles connexes
- Martyrs d'Angleterre et du pays de Galles
- Quarante martyrs d'Angleterre et du pays de Galles
- Quatre-vingt-cinq martyrs d'Angleterre et de Galles
- Martyrs de Douai
- Cent sept martyrs d'Angleterre et du pays de Galles